# GPS-трекер
GPS-трекер (англ. GPS tracker; також GSM-GPS-трекер, GPS-маяк, GPS-тремінал) — приймально-передавальний пристрій, призначений для дистанційного стеження за положенням мобільного об'єкта.
GPS-трекер розташовується на об'єкті, за яким ведеться спостереження (моніторинг) та визначає місцезнаходження об'єкту за допомогою GPS-приймача. Дані місцезнаходження передаються до системи GPS-моніторингу, або безпосередньо на комп'ютер користувача.
Для передачі даних положення використовується стільниковий зв'язок GSM та такі його сервіси як GPRS, EDGE, SMS або CSD. Трекер забезпечує можливість постійно спостерігати за рухом об'єкту всюди, де існує покриття мереж GSM. Більшість сучасних трекерів мають можливість зберігання даних маршруту руху на випадок тимчасової відсутності мережі GSM та передають запис маршруту після відновлення зв'язку.
Системи GPS-моніторингу використовуються для визначення розташування:
- автотранспорту (автомобільні трекери, що під'єднуються до бортової системи автомобіля),
- людей (персональні трекери),
- тварин (надкомпактні, дуже легкі, кріпляться безпосередньо до нашийника).

Інформація про місцезнаходження може передаватися в реальному часі, через певні інтервали або за запитом. GPS-трекери також мають можливість передавання повідомлень при настанні зазделегідь запрограмованих умов або при натисканні відповідних кнопок.
Спосіб використання даних місцезнаходження, отриманих від GPS-трекера, залежить від можливостей програмного забезпечення системи GPS-моніторингу та цілей спостереження. Наприклад, дані можуть бути використані для охорони автомобіля або пошуку людини, в такому випадку для відображення маршруту руху та поточного місцезнаходження дані накладаються на електронну карту місцевості.
Сучасні GPS-трекери мають достатньо малі розміри (наприклад габарити трекера TK-206 — 67x45x14 мм), що достатньо істотно поширює їх використання в суспільстві.

## Можливості використання трекерів
- Контроль за пресуванням транспорту. Наприклад, транспортна компанія чи таксі-сервіс можуть встановити такий пристрій на своїх автомобілях, таким чином, отримають інформацію про час та пройдений маршрут.
- Пошук вкраденого авто. В деяких моделях є функція дистанційної зупинки двигуна.
- Спостереження за дітьми чи людьми похилого віку. Можуть бути використані для контролю пересування. При цьому у спостерігача, наприклад, батьків, є можливість встановити зону, в якій може перебувати їх дитина. При перетинанні заданої зони на комп'ютер чи мобільний телефон батьків буде висланий сигнал тривоги.
- Спостереження за підлеглими. GPS-контроль забезпечує постійну фіксацію маршрутів пересування робітників. Наприклад, торгових представників, водіїв, мерчендайзерів та інш.. Таким чином, можна слідкувати чи дотримується персонал компанії заданого маршруту. Це все допомагає оптимізувати робочий процес, знизити нецільове використання робочого часу.
- Деякі трекери мають кнопку «SOS», яка дозволяє відправити сигнал тривоги у вигляді SMS-повідомлення з точними координатами.
- GPS-трекери професійного призначення не мають кнопок відключення та пристосовані для жорстких умов використання, наприклад, в підрозділах міліції або для забезпечення безпеки учасників змагань з екстремальних видів спорту, витримують падіння на бетон та ДТП (Дрозд-К1 [Архівовано 1 лютого 2017 у Wayback Machine.]).
- Також трекери мають можливість підключення датчиків, наприклад, датчика рівня палива, нахилу, температури, мотогодин та будь-якого іншого датчика, що має відповідний інтерфейс.
- Також в деяких трекерах є функція прослушки салону. При включенні цієї опції маячок виконає дзвінок господареві авто в разі виявлення звукових хвиль всередині машини. Коли власник підніме трубку, він зможе слухати, що відбувається в салоні.
- Точне (координатне) землеробство[1]. У цій сфері формують електроні мапи полів, однім із способів їх формування є оціфровування контурів ланів методом об'їзду техникою з GPS-трекером